# دير المخلص
دير المخلص يقع هذا الدير بالقرب من قرية جون اللبنانية، من قرى قضاء الشوف، اقليم الخروب في محافظة جبل لبنان.

## الموقع
يقع الدير على تلة مشرفة على بلدة جون من الجهة الشمالية الغربية و يطل على وادي نهر الأولي من الجهة الجنوبية  ...